# Sant Sebastià i Sant Isidre de Selvanera
Sant Sebastià i Sant Isidre de Selvanera és l'església parroquial de Selvanera, al municipi de Torrefeta i Florejacs (Segarra), inclosa a l'Inventari del Patrimoni Arquitectònic de Catalunya.

## Descripció
Petita església de dues naus laterals i una central. A la façana principal, la que dona a la plaça, hi ha una entrada amb arc rebaixat i porta de fusta. A sobre hi ha una fornícula buida. Més a sobre hi ha una obertura circular. Campanar d'espadanya d'una sola obertura i campana a l'interior. La coberta és de volta de llunetes. Hi ha dues capelles laterals.